# Sonic Advance 3
Sonic Advance 3 (ソニックアドバンス3, Sonikku Adobansu San) est un jeu de plates-formes développé par Dimps sous la supervision de Sonic Team, et édité par Sega sur Game Boy Advance. Il est sorti le 7 juin 2004 en Amérique du Nord, puis le 17 juin au Japon et le 18 juin en Europe.
Le jeu est le quatrième titre de la franchise Sonic à sortir sur Game Boy Advance, puisque édité après Sonic Battle. Il est aussi le dernier opus de la série Sonic Advance.

## Trame

### Contexte
Le Docteur Eggman, principal antagoniste, a utilisé le Chaos Control pour diviser le monde en sept parties. De plus, il souhaite faire de ces sept parties un empire dirigé par lui-même. À cause de la division du monde, Les principaux protagonistes Sonic et Tails ont été séparés de leurs amis Knuckles, Cream et Amy. Ils cherchent alors à tous se retrouver, puis à récupérer les sept émeraudes du chaos afin de rétablir l'ordre dans le monde. Cependant, le Docteur Eggman a fabriqué un robot de combat nommé Gemerl, dans le but de contrer les intentions des protagonistes.

## Système de jeu
Le jeu reprend le principe de Sonic Advance et Sonic Advance 2 mais la principale nouveauté par rapport à ces deux jeux est qu'il se joue à 2 dans un même niveau ou aventure.
Il est possible de jouer à 2 avec un câble link ou avec une seule cartouche.
En mode contre la montre le but est de battre son propre record dans les différents niveaux du jeu.

## Personnages jouables
- Sonic
- Miles "Tails" Prower
- Knuckles the Echidna
- Cream the Rabbit et Cheese the Chao
- Amy Rose
- Super Sonic (uniquement après avoir battu le boss de la zone Altar Emerald avec Sonic en leader et en possession des sept émeraudes du chaos)

## Zones jouables
- Route 99
- Sunset Hill
- Ocean Base
- Toy Kingdom
- Twinkle Snow
- Cyber Track
- Chaos Angel
- Altar Emerald
- Nonaggression (uniquement avec Super Sonic)